# Hospital Kiang Wu
O Hospital Kiang Wu (em chinês: 鏡湖醫院, em inglês: Kiang Wu Hospital), é um dos cinco hospitais de Macau e também o hospital existente mais antigo, fundado em 1871. No início, a sua entidade de gestão adopotou o "Hospital Kiang Wu" como nome oficial, mas com o seu desenvolviemtno, registou o nome "Associação de Beneficência do Hospital Kiang Wu" no Governo de Macau, em 1942. Em 2022, recebeu a Medalha de Mérito Altruístico do Governo da RAEM.

## História

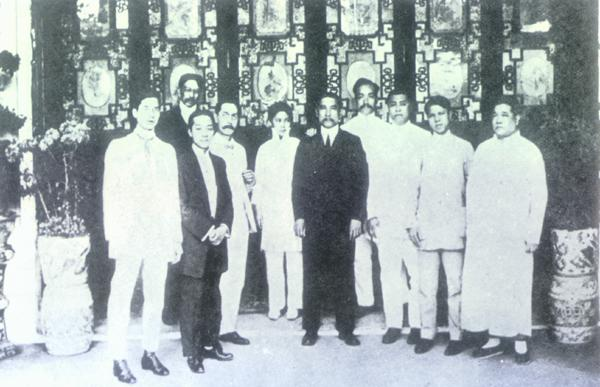
Fotografia do Dr. Sun Yat-sen e os provedores do Hospital Kiang Wu

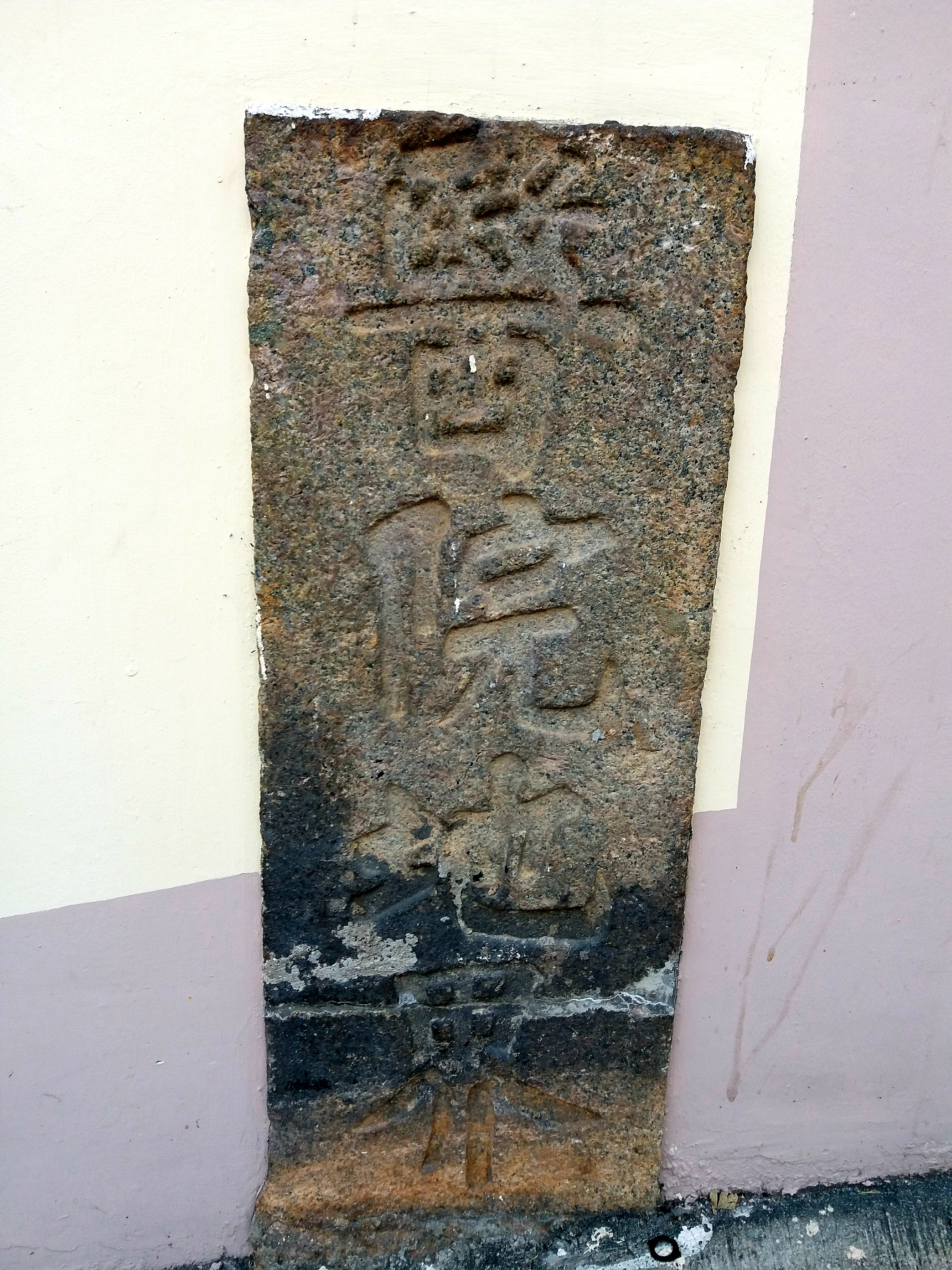
A estela (palavras em chinês que significa "fronteira do hospital") fora do Hospital Kiang Wu

No início, o Hospital Kiang Wu apenas prestou serviço da medicina tradicional chinesa. Em 1892, o Dr. Sun Yat-sen começou a execer actividade clínica no Hospital Kiang Wu após a sua graduação no Hong Kong College of Medicine, sendo o primeiro médico de medicina ocidental deste hospital e o primeiro médico de medicina ocidental chinês em Macau. Na porta principal do Hospital é erigido uma estátua de bronze do Dr. Sun Yat-sen, para comemorar a sua contribuição na democrácia. 

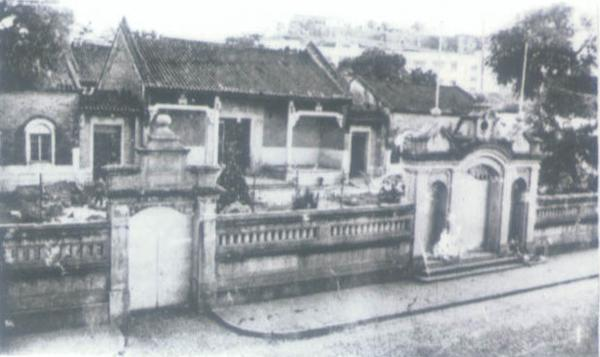
Antigo Hospital Kiang Wu

Em 1935, o representante do Partido Comunista da China em Macau, Dr. Ke Lin, desempenhou o cargo do médico voluntário no Hospital e  professor voluntário na Escola de Enfermeiros Kiang Wu, dedicando à optimização do Hospital e lutando ao direito de execução da cirurgia dos médicos chinês em Macau. Em 1946, o Hospital Kiang Wu decidiu adoptar um sistema directivo de gestão, e o Dr. Ke Lin assumiu o primeiro director e execeu a sua função até 1979.

## Instalações Principais

### 1.º Departamento de Consultas Externas
| 8.º | Medicina Tradicional Chinesa |
| 7.º | Estomatologia                |
| 6.º | Medicina Tradicional Chinesa |
| 5.º | Centro de Exame de Saúde     |
| 4.º | Cirurgia, Dermatologia,      |
| 3.º |                              |
| 2.º |                              |
| 1.º |                              |
| R/C |                              |